# محطة مدينة دبي الصحية (مترو دبي)
محطة مدينة دبي الصحية (بالإنجليزية: Dubai Healthcare City station)‏؛ هي محطة نقل سريع على الخط الأخضر لشبكة مترو دبي التي تخدم دبي في الإمارات العربية المتحدة.
افتتحت المحطة كجزء من الخط الأخضر في 9 سبتمبر 2011. وتم تمديد الخط الأخضر إلى ما بعد هذه المحطة لربط محطتي الجداف والخور في 1 مارس 2014.
تقع المحطة بالقرب من مدينة وافي، ومول وافي، وسوق خان مرجان، وحديقة الخور، ومدينة دبي للأطفال، ودولفيناريوم دبي.